# Miracles on Maple Hill
Miracles on Maple Hill est un roman de Virginia Sorensen publié en 1956 qui a remporté la médaille Newbery de 1957. Le livre est illustré par Beth et Joe Krush.
Le livre débute alors que la famille de Marly s'installe à la campagne pour que son père, ancien prisonnier de guerre, puisse réapprendre à vivre. La famille se lie d'amitié avec un couple voisin, M. et Mme Chris, qui produisent du sirop d'érable. Marly et son frère s'adaptent à la vie à la campagne tandis que l'état de leur père s'améliore.
Les décors et les personnages du livre ont été inspirés par des personnes et des lieux que l'auteur a rencontrés lors de son séjour à Edinboro, en Pennsylvanie, entre 1952 et 1958.
Le roman est inédit dans les pays francophones.

## Résumé
Le père de Marly vient de rentrer de la guerre ; il souffre de sautes d'humeur et de dépression et semble tout le temps fatigué. Lee, la mère de Marly, déménage la famille à Maple Hill, une ville où vivait autrefois la grand-mère des enfants, afin que son mari ne souffre pas autant qu'en ville. À Maple Hill, les voisins s'entraident lorsqu'ils ont besoin d'aide ; ils n'ont pas de secrets l'un pour l'autre. La famille est soutenue par un couple voisin, M. et Mme Chris, qui produisent du sirop d'érable. Marly, 10 ans et Joe, son frère aîné, s'adaptent très bien à la vie à la campagne et finissent par y être plus heureux. L'état de leur père s'améliore également énormément.
Lorsque M. Chris a une crise cardiaque pendant la période de la récolte, la famille de Marly se propose d'aider pour rendre la gentillesse que les Chris leur ont montrée. Ils recueillent toute la récolte de sève et la font bouillir, mais ils sont certains qu'ils n'ont pas l'habileté de M. Chris pour faire du sirop. Lorsque M. Chris est autorisé à rentrer chez lui, c'est le moment de vérité : leur sirop est-il aussi bon que celui de M. Chris ? M. Chris lui-même est incapable de faire la différence. Marly pense que le rétablissement de son père et de M. Chris, la force croissante des liens au sein de sa famille et les secondes chances pour la vie et l'amour sont les véritables miracles de Maple Hill.

## Personnages

### Personnages principaux
- Marly : une jeune fille de 10 ans, personnage principal, qui découvre les miracles de la nature dans la cabane de sa grand-mère.
- Joe : le frère aîné de Marly, 12 ans, qui veut retourner en ville jusqu'à la puberté.
- M. Chris : le sympathique voisin âgé et acériculteur qui partage les joies de la vie à la campagne avec la famille de Marly.

### Personnages secondaires
- La mère de Marly qui décide que la famille a besoin d'un séjour prolongé loin de la ville.
- Le père de Marly, un vétéran de la Seconde Guerre mondiale qui est physiquement et psychologiquement blessé mais qui trouve la guérison à la campagne.
- Mme. Chris qui s'occupe des deux familles et de tous les travaux agricoles restants.
- Harry, un mystérieux ermite qui finit par se lier d'amitié avec Joe.
- Margie, la meilleure amie de Marly.

## Livre audio
Une adaptation audio complète, racontée par Cynthia Bishop, est sortie en 2005 avec chaque personnage animé par une personnalité et voix unique.

## Dans la culture populaire
Le Hurry Hill Maple Farm Museum situé à Edinboro, en Pennsylvanie, présente une exposition consacrée au livre et à son auteur, intitulée « Miracles on Maple Hill : Where the seasons take on new meaning ("Là où les saisons prennent un nouveau sens") ».

## Analyse
L'histoire, écrite par Virginia Sorensen, est racontée au passé et utilise la troisième personne. Les mots utilisés sont simples et faciles à comprendre. Ce sont principalement des conversations entre Marly et sa famille, ainsi qu'avec d'autres personnes de la campagne de Maple Hill. Cette histoire comprend quatorze chapitres et chaque chapitre est très court. Le nombre total de pages est inférieur à 250 dans l'édition américaine.

## Réception
Miracles on Maple Hill est publié avec de très bonnes critiques. Kirkus Reviews l'a cité comme « une histoire de famille complète et réaliste », tandis que le School Library Journal l'a trouvé « savamment dramatisé » et cité comme un « classique américain inspirant ». Le New York Times Book Review a qualifié le livre de « Chaud et réel comme ses deux précédents livres centrés sur une enfant de 10 ans, Curious Missie et Plain Girl, ce dernier est rempli d'incidents, de magie campagnarde, d'amour familial et de gens dont on se souvient ; il a de la substance et une valeur spirituelle ».
Dans un essai rétrospectif sur les livres lauréats de la médaille Newbery de 1956 à 1965, la bibliothécaire Carolyn Horovitz a écrit que le livre « semble manquer son objectif en raison d'une utilisation sentimentale du langage. Je sais que cet auteur a écrit de meilleurs livres ».